# David Fabricius
Pour les articles homonymes, voir Fabricius.
 (décembre 2012).
Si vous disposez d'ouvrages ou d'articles de référence ou si vous connaissez des sites web de qualité traitant du thème abordé ici, merci de compléter l'article en donnant les références utiles à sa vérifiabilité et en les liant à la section « Notes et références ».
David Fabricius (9 mars 1564 à Esens - 7 mai 1617 à Osteel) était un pasteur luthérien allemand qui fit deux découvertes majeures dans les premiers temps de l'astronomie télescopique : l'étoile variable Mira Ceti et les taches solaires avec son fils aîné, Johannes Fabricius.

## Biographie
David Fabricius est né le 9 mars 1564 à Esens Frise. Ses parents sont Jan et Talke Jansen. Le nom de Fabricius que David choisit plus tard est la latinisation du métier de son père qui était forgeron (Faber). Il servit comme pasteur dans des petites villes voisines de son lieu de naissance à Esens en  (maintenant au nord-ouest de l'Allemagne et au nord-est des Pays-Bas), à Resterhafe près de Dornum en 1584 et à Osteel en 1603. Fabricius épousa en 1584 une veuve, fille d'un débitant de boissons de Westerbur, une localité voisine. Huit enfants sont nés de leur union ; l'histoire retiendra le nom de l'aîné, Johannes (1587-1615). De 1585 à 1615, David Fabricius a tenu un cahier-journal, Calendarium Historicum, qui livre de plus amples renseignements sur sa vie. Comme il était fréquent chez les ecclésiastiques de son époque, David Fabricius s'intéressait aux sciences, et plus particulièrement, à l'astronomie, aux mathématiques et à la cartographie.

### L'étoile variable Mira Ceti
En août 1596 Fabricius découvrit observa dans la constellation de la Baleine une étoile qu'il n'avait pas remarquée précédemment. Par la suite, il constata  que son éclat était changeant. Il en fit part à Tycho Brahe, évoquant une chose étrange ou merveilleuse : "res mira". Informé de cet échange, Kepler préconisa l'appellation "Mira Ceti" pour cette étoile en référence à sa découverte par Fabricius. Ce dernier avait d'abord cru qu'il s'agissait d'une nova quand son éclat avait décru deux mois plus tard. Cependant, lorsqu'il vit de nouveau briller Mira en 1609, il devint alors clair qu'il avait découvert un nouveau type d'astre : une étoile variable.

### La supernova de 1604
Le 13 octobre 1604, David Fabricius observa une l'apparition d'une étoile nouvelle dans le Serpentaire ; il en fit part à Kepler. Bien que l'on sache aujourd'hui que cette supernova a été observée dès le 9 octobre par deux astronomes italiens, on l'appelle souvent "Supernova de Kepler" en référence à sa publication De Stella Nova in Pede Serpentarii.

### Découverte des taches solaires
En 1611, Johannes Fabricius, le fils aîné de David rentra de l'université aux Pays-Bas avec des télescopes qu'ils dirigèrent vers le Soleil. Malgré les difficultés liées à l'observation directe du Soleil, ils notèrent l'existence de taches solaires. C'est la première mention confirmée de leur observation (bien que des passages peu clairs dans des annales d'Asie de l'Est suggèrent que les astronomes chinois pourraient les avoir découvertes à l'œil nu auparavant. Il est possible que David Fabricius les ait lui-même remarquées sans télescope quelques années plus tôt[référence à préciser]. Tous deux inventèrent bientôt la télescopie en chambre noire afin de préserver leurs yeux et obtenir une meilleure image du disque solaire, et observèrent que les taches se déplaçaient. Elles apparaissaient sur le bord oriental du disque, se déplaçaient progressivement vers le bord occidental, disparaissaient, puis réapparaissaient de nouveau à l'est après une période de temps identique à celle qu'elles avaient mises pour traverser le disque.
Cela suggérait que le Soleil tournait sur son axe, ce qui avait déjà été postulé auparavant mais jamais étayé par des preuves. Johannes publia Maculis in Sole Observatis, et Apparente earum cum Sole Conversione Narratio (« Narration de taches observées sur le Soleil et de leur apparente rotation avec le Soleil ») en juin 1611. La diffusion du livre resta cependant restreinte et elle fut éclipsée par les découvertes indépendantes et les publications sur les taches solaires de Christoph Scheiner en janvier 1612 et de Galilée en mars 1612 qui se disputaient la primauté de leur découverte. Les Fabricius ne prirent pas part à cette querelle. Selon Menso Folkerts, ils ne sont pas les premiers observateurs du phénomène, mais la Narratio de Johannes est bien le premier écrit qui a été publié à ce sujet.

### Correspondance astronomique
La lecture de ses pronostics et de son cahier-journal révèle que Fabricius était en contact ou en correspondance avec bon nombre d'astronomes de son temps : Tycho Brahe, Simon Mayer, Michael Maestlin, Jost Bürgi et Johannes Kepler. Si certaines de ses lettres sont perdues, une partie considérable de sa correspondance avec Kepler est conservée et accessible en ligne. Elle révèle une estime réciproque des deux hommes et concerne pour une large part les travaux de Kepler sur l'orbite de la planète Mars en amont de la publication de son Astronomia Nova. Cependant, Fabricius n'adhérait pas entièrement aux idées de Kepler, il restait attaché au modèle cosmologique de Tycho Brahe au détriment de celui de Copernic.

### Calendriers et météorologie
David Fabricius élaborait également des calendriers comportant des éphémérides et des pronostics comme bon nombre d'hémérologues de son temps. On a retrouvé ses pronostics pour les années 1607, 1609, 1615 à 1619. Si les conjonctions planétaires ou le passages de comètes sont matière à interprétations astrologiques, elles livrent cependant des observations intéressantes. Fabricius essayait aussi d'établir des correspondances entre les phénomènes astronomiques et la météorologie. Avec Tycho Brahe, il compte parmi les premières personnes à avoir fait des observations météorologiques sur une longue période en Europe. Elles sont consignées dans son Calendarium Historicum.

### Cartographie et géographie
David Fabricius a contribué de façon significative à la cartographie de sa patrie, la Frise orientale. Des copies d'une carte qu'il a dessinée en 1589 existent toujours. Ses travaux en géographie ne se limitent pas à son pays natal : en 1612, il a publié à Hambourg un ouvrage géographique et historique Korte Beschryuinge van West Indien ... van Ost Indien, Courtes descriptions des Indes occidentales...  et orientales : il s'agit du Nouveau monde, de l'Inde et de l'Indochine. 

### Décès
David Fabricius est mort assassiné par l'un de ses paroissiens le 17 mai 1617, quelques jours après qu'il l'eût dénoncé en chaire pour avoir volé une oie : le voleur le frappa à la tête avec une pelle et le tua. 

## Postérité

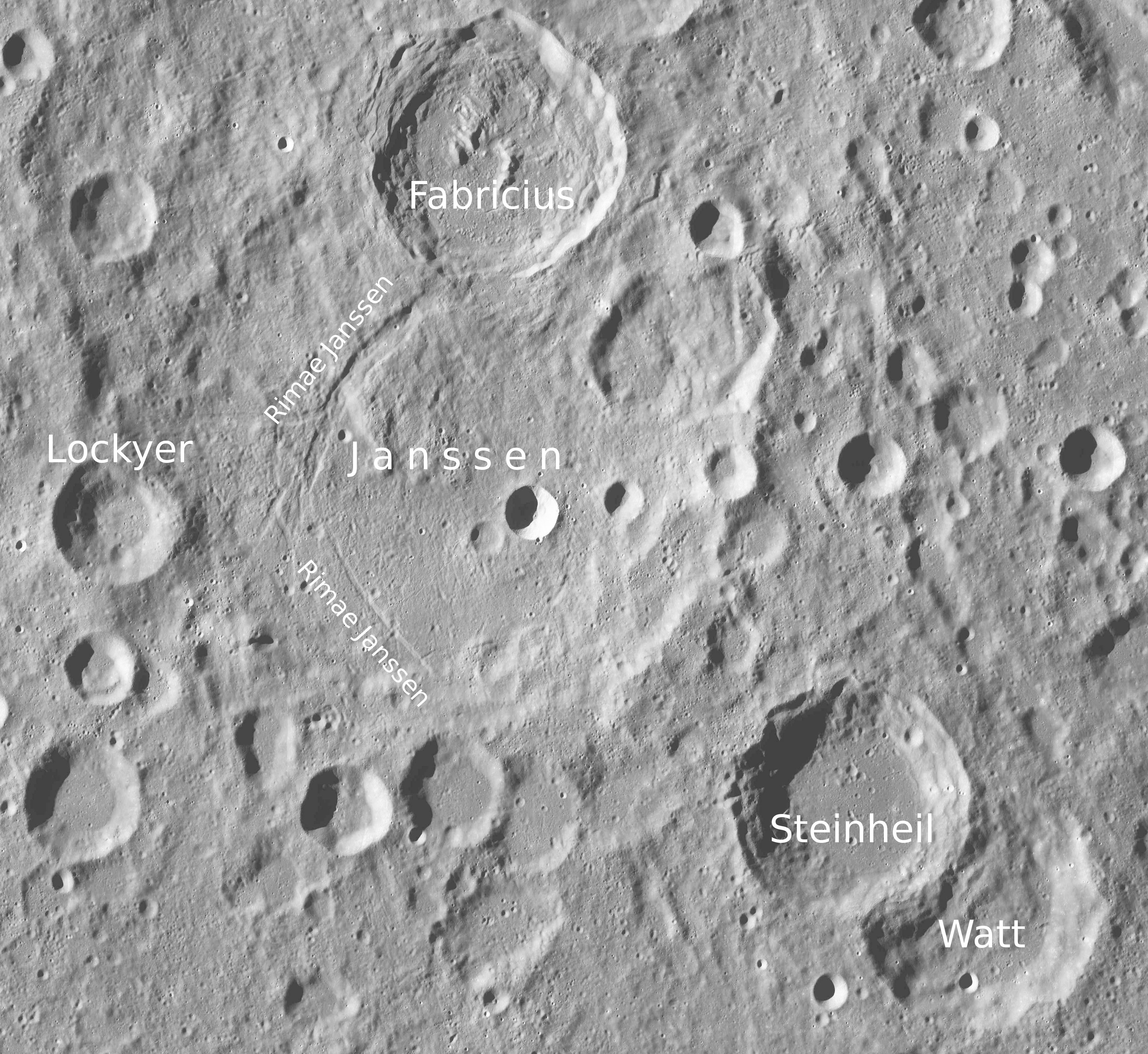
Le cratère Fabricius au sud-est de la face visible de la Lune.

- Fabricius est cité par Jules Verne dans De la Terre à la Lune : selon lui, il prétendait avoir vu des habitants sélénites avec son télescope, mais il s'agit d'une pure invention de l'écrivain.

- Le grand cratère Fabricius sur l'hémisphère sud de la Lune (78 kilomètres de diamètre) porte son nom.

- En 1895 un monument a été érigé à la mémoire de David Fabricius dans le cimetière d'Osteel où il fut pasteur de 1603 à 1617.

## Publications
- Faecialis cœlestis Romani Aquilae revicturi. Hoc est, De illustri & Nova quadam Stella, conjunctionem magnam Saturni & Iovis anni spacio consecuta; futuram Imperij Romani mutationem, restaurationem & gloriam praesignificante. [s.l.] 1606.
- Kurtzer und Grundtlicher Bericht/ Von Erscheinung un[d] Bedeutung des grossen newen WunderSterns/ welcher den 1. Octobr. des 1604. Jahrs/ gegen dem Sudtwesten/ nach der Sonnen Untergang/ zu sehen ist : Darbey auch von dem AchthundertJahrigen Climacterio, das ist: Von dem grossen und weitberuffenem Reichstage/ der zween obersten Him[m]lischen Churfursten/ und Planeten Saturni und Iovis, in Decembri des 1603. Jahrs gehalten/ gehandelt wird. [Hambourg?] : Frobenius, 1605.
- Prodromvs Romani aquilae iam iam renouandi hoc est. De Illustri & noua quadam stella coniunctionem magnam Saturni & Iouis anni spacio consecuta ..., Magdebourg 1606.
- Himlischer Herhold vnd Geluck-Botte Des Romischen Adelers furstehende Renovation oder vorjungung offentlich ausruffendt ..., Magdebourg 1606.
- Van Islandt vnde Gronlandt / eine korte beschryuinge vth warhafften Scribenten mit vlyte colligeret / vnde in eine richtige Ordnung vorfahtet / Dorch DAVIDEM FABRICIVM Predigern in Ostfreslandt. Gedruckt Im Jahr / 1616.
- Kleine Chronica, von etlycken besonderen Geschiedenissen, de sick in Ostfriesland vnd den benarborden Orden tho gedragen. Beschrewen vor desen durch David Fabricium Prediger tho Osteel in Ostfriesland. Nu avererst upt ney upgelecht vnde mit velen denckwordigen saken vermehret, bet uptagenwardiges Jahr. Emden 1640.
- Calendarium Historicum. Mss. Staatsarchiv Aurich (Dep. 1 Msc. 90 in 2°).